# Ланзароте
Ланзароте (шп. Lanzarote) острво је Атлантском океану које припада Канарским Острвима. Налази се на североистоку архипелага, око 125 км удаљено од Африке и 1.000 км од Пиринејског полуострва. Са површином од 845,94 km², четврто је највеће острво у архипелагу.

## Историја
Верује се да је Ланзароте прво од Канарских Острва које је било насељено. Прве забележене списе о острву имао је староримски књижевник Плиније Старији и у свом делу Naturalis Historia описивао експедицију на Канарска Острва. Први Европљани су се 1402. населили на територију острва и то на област познату под именом Ел Рубикон.

## Географија
Ланзароте је удаљено 11 км од суседног острва Фуертевентура и око 1 км од острва Грасиоса. Највиши врх је Пењас дел Чаче и налази се на надморској висини од 671 м. Површина острва је 845,94 km², а дужина обале је 191 м.

## Клима
| Клима Ланзаротеа                       | Клима Ланзаротеа | Клима Ланзаротеа | Клима Ланзаротеа | Клима Ланзаротеа | Клима Ланзаротеа | Клима Ланзаротеа | Клима Ланзаротеа | Клима Ланзаротеа | Клима Ланзаротеа | Клима Ланзаротеа | Клима Ланзаротеа | Клима Ланзаротеа | Клима Ланзаротеа |
| Показатељ \ Месец                      | .Јан.            | .Феб.            | .Мар.            | .Апр.            | .Мај.            | .Јун.            | .Јул.            | .Авг.            | .Сеп.            | .Окт.            | .Нов.            | .Дец.            | .Год.            |
| -------------------------------------- | ---------------- | ---------------- | ---------------- | ---------------- | ---------------- | ---------------- | ---------------- | ---------------- | ---------------- | ---------------- | ---------------- | ---------------- | ---------------- |
| Апсолутни максимум, °C (°F)            | 27,9 (82,2)      | 29,0 (84,2)      | 32,7 (90,9)      | 36,3 (97,3)      | 42,6 (108,7)     | 40,7 (105,3)     | 42,9 (109,2)     | 43,6 (110,5)     | 40,5 (104,9)     | 37,1 (98,8)      | 34,2 (93,6)      | 27,5 (81,5)      | 43,6 (110,5)     |
| Максимум, °C (°F)                      | 20,7 (69,3)      | 21,3 (70,3)      | 22,9 (73,2)      | 23,5 (74,3)      | 24,6 (76,3)      | 26,3 (79,3)      | 28,2 (82,8)      | 29,1 (84,4)      | 28,6 (83,5)      | 26,7 (80,1)      | 24,2 (75,6)      | 21,8 (71,2)      | 24,8 (76,6)      |
| Просек, °C (°F)                        | 17,4 (63,3)      | 17,9 (64,2)      | 19,0 (66,2)      | 19,6 (67,3)      | 20,8 (69,4)      | 22,6 (72,7)      | 24,3 (75,7)      | 25,2 (77,4)      | 24,7 (76,5)      | 23,0 (73,4)      | 20,7 (69,3)      | 18,6 (65,5)      | 21,1 (70)        |
| Минимум, °C (°F)                       | 14,0 (57,2)      | 14,3 (57,7)      | 15,0 (59)        | 15,7 (60,3)      | 16,8 (62,2)      | 18,8 (65,8)      | 20,4 (68,7)      | 21,2 (70,2)      | 20,8 (69,4)      | 19,4 (66,9)      | 17,2 (63)        | 15,4 (59,7)      | 17,4 (63,3)      |
| Апсолутни минимум, °C (°F)             | 8,0 (46,4)       | 9,0 (48,2)       | 8,3 (46,9)       | 9,5 (49,1)       | 11,5 (52,7)      | 12,4 (54,3)      | 15,4 (59,7)      | 16,6 (61,9)      | 15,5 (59,9)      | 12,0 (53,6)      | 10,9 (51,6)      | 9,0 (48,2)       | 8,0 (46,4)       |
| Количина кише, mm (in)                 | 16,5 (0,65)      | 18,2 (0,717)     | 12,5 (0,492)     | 5,2 (0,205)      | 1,5 (0,059)      | 0,1 (0,004)      | 0,0 (0)          | 0,5 (0,02)       | 2,2 (0,087)      | 9,9 (0,39)       | 14,7 (0,579)     | 29,3 (1,154)     | 111,0 (4,37)     |
| Дани са кишом (≥ 1.0 mm)               | 3,2              | 2,7              | 2,4              | 1,3              | 0,4              | 0,0              | 0,0              | 0,1              | 0,4              | 1,9              | 3,0              | 3,8              | 19               |
| Релативна влажност, %                  | 68               | 68               | 66               | 66               | 66               | 66               | 68               | 68               | 70               | 71               | 69               | 71               | 68               |
| Сунчани сати — месечни просек          | 203              | 201              | 241              | 255              | 297              | 292              | 308              | 295              | 248              | 235              | 207              | 196              | 2.986            |
| Извор: Agencia Estatal de Meteorología |                  |                  |                  |                  |                  |                  |                  |                  |                  |                  |                  |                  |                  |